# Parc national Ukkusiksalik
Le parc national Ukkusiksalik  est un parc national canadien situé dans le territoire du  Nunavut.
Situé juste en dessous du cercle arctique, il est constitué de toundra et de zones côtières sur la baie d'Hudson.
On trouve environ 500 sites archéologiques, provenant essentiellement du temps de la Compagnie de la Baie d'Hudson.
De nombreuses espèces animales vivent dans la région : ours blanc, grizzly, loup arctique, caribou, pinnipèdes, faucon pèlerin. La végétation est typique de la toundra, avec des bouleaux nains, des saules et des benoites. On trouve des portions de forêt boréale auprès des rivières.
Le parc est aujourd'hui inhabité. Des Inuits y ont cependant vécu depuis l'an 1000 jusqu'aux années 1960.
Le parc a été créé le 23 août 2003, devenant le 41e parc national canadien.